# 바타르 다안

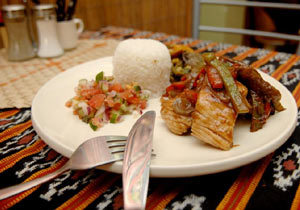
이칸 사보코와 바타르 다안, 쌀밥, 부두 소스

바타르 다안(테툼어: batar daan)은 동티모르의 전통 요리이다. 옥수수와 녹두, 호박으로 만든 음식이며, 코코넛 밀크에 조리하기도 한다. 채식 요리이며, 쌀밥과 함께 먹는다.

## 이름
테툼어 "바타르(batar)"는 "옥수수"를, "다안(daan)"은 "끓이다, 삶다"를 뜻한다.

## 만들기
녹두는 밤새 불려 두었다가 삶아 익힌다. 팬에 기름을 두르고 양파와 마늘을 볶다가, 물을 붓고 호박, 옥수수, 삶은 녹두를 넣고 소금으로 간해 익힌다. 코코넛 밀크를 넣기도 한다.

## 같이 보기
- 서코태시